# Albert Henz
Albert Henz (* 1954 in Lambrecht (Pfalz)) ist ein deutscher evangelischer Theologe. Von 2010 bis 2018 war er Theologischer Vizepräsident im Landeskirchenamt der Evangelischen Kirche von Westfalen.

## Leben
Albert Henz studierte von 1973 bis 1978 Theologie in Bielefeld und Marburg. Seine Vikarszeit verbrachte er in Iserlohn und war zudem Gefängnisseelsorger in der JVA Hagen. Von 1980 bis 1988 war er in der  Evangelischen Kirchengemeinde Iserlohn tätig. 1988 wurde er Diakoniepfarrer des Kirchenkreises Iserlohn. Von 1992 bis 2000 war Albert Henz Theologischer Leiter der Westfälischen Diakonissenanstalt Sarepta in Bethel. Von 2000 bis 2009  war er Superintendent für den Kirchenkreis Iserlohn. 2009 wurde er von der Landessynode der Evangelischen Kirche von Westfalen zum Theologischen Vizepräsidenten im Landeskirchenamt mit Sitz in Bielefeld gewählt, er trat das Amt 2010 als Nachfolger von Hans-Detlef Hoffmann an. Als Theologischer Vizepräsident war er Mitglied im Kollegium des Landeskirchenamtes, in  der Kirchenleitung der Evangelischen Kirche von Westfalen und Vertreter des Präses der Landeskirche. Er schied im Juni 2018 aus dem Amt. Gewählter Nachfolger als Theologischer Vizepräsident ist Ulf Schlüter.